# Параллелепипед Френеля

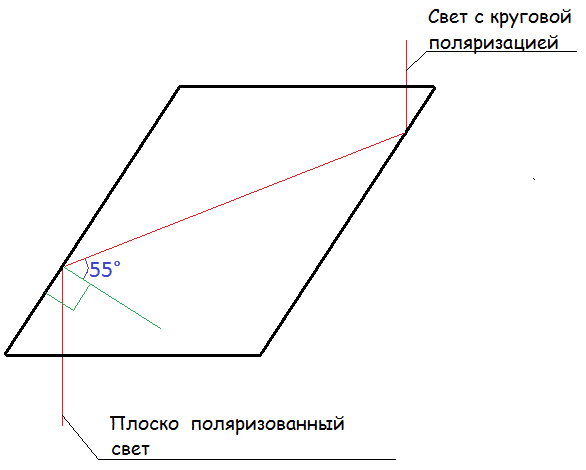
Параллелепипед Френеля

Параллеле́пипед Френе́ля — призма, которая поляризует свет до круговой поляризации.

## Описание
При отражении света внутри стекла отражённый луч состоит из двух лучей с s- и p-поляризацией. Френель нашёл, что при отражении от поверхности стекла под углом, близким к 55°, разность хода этих лучей равна {\displaystyle {\cfrac {1}{8}}\lambda .} Очевидно, что после двух таких отражений лучи будут иметь разность хода в {\displaystyle {\cfrac {1}{4}}\lambda ,} а, значит, свет будет поляризован по кругу.